# 성환 (프로게이머)
성환(본명: 윤성환, 1997년 12월 11일 ~ )은 대한민국의 리그 오브 레전드 프로게이머로 포지션은 정글이다. 아이디는 Seonghwan을 사용하고 있다. 현재 터키 챔피언십 리그의 1907 페네르바흐체 e스포츠 소속이다.

## 선수 생활
2016년 1월 7일, 아프리카 프릭스에 입단하면서 프로 커리어를 시작했다. 스프링 시즌에는 출전을 기록하지 못했지만 서머 시즌에서는 서브 선수로 간간히 출전을 기록했다.
2017시즌을 앞두고 락스 타이거즈에 입단했다. 스프링 시즌 팀의 주전 정글러로 활동하였다. 하지만 스프링 시즌동안에는 좋지 못한 모습만을 나겼다. 서머 시즌에는 마이티베어와 번갈아서 출전을 기록했다. 서머 시즌 동안에는 발전된 모습을 보여주었다.
2018시즌에는 2017시즌보다 더 발전한 모습을 보여주었으며 팀의 주전 정글러로 좋은 모습을 보여주었다. 2018시즌 종료 후 팀에서 퇴단했다.
2019년 2월, 베식타시 e스포츠에 입단했다.
2019년 4월, Gen.G에 입단했다. 서머 시즌 피넛의 서브 선수로 활동했다.
2020시즌을 앞두고 페인 게이밍에 입단했다. 2020년 5월, 팀에서 퇴단했다.
2021년 7월, 1907 페네르바흐체 e스포츠에 입단했다.

## 소속팀
| # | 팀명                      | 소속 기간             | 소속 리그 | 비고 |
| - | ------------------------- | --------------------- | --------- | ---- |
| 1 | 아프리카 프릭스           | 2016.01.07~2016.11.30 | LCK       |      |
| 2 | 락스 타이거즈             | 2016.12.22~2018.11.20 | LCK       |      |
| 3 | 베식타시 e스포츠          | 2019.02.07~2019.03.13 | TCL       |      |
| 4 | Gen.G                     | 2019.04.19~2019.11.18 | LCK       |      |
| 5 | 페인 게이밍               | 2019.12.04~2020.05.26 | CBLOL     |      |
| 6 | 1907 페네르바흐체 e스포츠 | 2021.07.04~           | TCL       |      |